# 中性点接地方式
中性点接地方式（ちゅうせいてんせっちほうしき）とは、電線路や電力機器の保安や絶縁の軽減などのために行われる、変圧器の中性点の接地の方式である。

## 目的
- 雷撃によるアーク地絡などによる、電線路の異常電圧の発生を防止する。
- 地絡事故時の健全相の電圧上昇を抑制し、電線路・電力機器の絶縁を軽減する。
- 地絡事故時に中性点を通じて電流を流し、保護継電器が確実に動作する電流・電圧を確保し、事故区間を早期に開放する。

## 方式

### 直接接地
- 中性点を直接接地する方式である。
- 異常電圧の発生の可能性が小さい。
- 地絡事故時、健全相の対地電圧の上昇がほとんどなく、絶縁の低減が可能である。
- 事故時の通信線路への誘導障害が大きいので対策が必要である。
- 地絡電流が大きいので、保護継電器の動作が確実である。
- 他の送電系統への影響を小さくするため、高速遮断や高速再閉路が要求される。
- Y結線の変圧器を使用した、187kV以上の超高圧送電線路で用いられる。

### 抵抗接地
- 抵抗を通じて中性点を接地する方式であり、抵抗値により直接接地と非接地との間の性質をもつ。
- 保護継電器の確実な動作と、他の送電系統への影響との兼ね合いで抵抗値を定める。
- 地絡事故時、抵抗値に応じた健全相の対地電圧上昇が起こる。
- 抵抗値を大きくすれば、事故時の通信線路への誘導障害を小さくできる。
- Y結線の変圧器を使用した、66kV以上154kV以下の特別高圧送電線路で用いられる。

### 消弧リアクトル接地
- 一線地絡電流を0とするため、電線路の対地静電容量と共振するようなリアクタンスの鉄心入りの消弧リアクトルを通じて、中性点を接地する方式である。
- 異常電圧の発生の可能性がある。
- 雷サージなどの一時的な地絡事故の場合、早期に自己消弧し、無停電継続運転が可能となる場合が多い。
- 地絡事故時の電線路の電線や碍子などの支持物の損傷を少なくできる。
- 事故時の通信線路への誘導障害が小さい。
- 運用が複雑となる。
- 設備費が高い。
- 雷による被害の多い地域の、Y結線の変圧器を使用した、特別高圧送電線路で用いられる。

### 補償リアクトル接地
- 事故時のケーブルの充電電流を補償するリアクトルと抵抗とを通じて中性点を接地する方式である。
- 地絡事故時、事故点から遠くはなれた地点のフェランチ効果による健全相の対地電圧上昇を抑えることができる。
- 対地静電容量・充電電流の大きなケーブル系統の、Y結線の変圧器を使用した、特別高送電線路で用いられる。

### 非接地
- 中性点を接地しない方式である。
- 異常電圧の発生の可能性がある。
- 地絡事故時、健全相の対地電圧が√3倍（相間電圧）まで上昇することがあるので、絶縁の強化が必要である。
- 事故時の通信線路への誘導障害が小さい。
- 事故時もそのまま送電が可能である。
- 地絡電流が小さいので、高感度の保護継電器が必要である。
- Δ結線の変圧器を使用した、短距離の高圧配電線路で用いられる。